# ایوان فیشر
ایوان فیشِر (به مجاری: Iván Fischer) (زادهٔ ۲۰ ژانویهٔ ۱۹۶۱، بوداپست) رهبر و آهنگساز اهل مجارستان است.
او دانش‌آموختهٔ دانشگاه موسیقی و هنرهای نمایشی وین است و در آنجا مدتی شاگرد هانس سواروفسکی و همچنین دستیار نیکلاوس هارننکور بوده‌است. فیشر در دانشگاه یادشده نواختن ویولنسل را نیز آموخت.
ایوان فیشر تاکنون برندهٔ چندین جایزهٔ موسیقی شده‌است. برادر بزرگترش، آدام فیشر (به مجاری: Ádám Fischer)، نیز رهبر و موسیقی‌دان است.